# Els ulls grocs dels cocodrils
Els ulls grocs dels cocodrils (originalment en francès, Les Yeux jaunes des crocodiles) és una pel·lícula dramàtica francesa del 2014 dirigida per Cécile Telerman i basada en la novel·la Les Yeux jaunes des crocodiles de Katherine Pancol. La pel·lícula és protagonitzada per Julie Depardieu, Emmanuelle Béart, Alice Isaaz —que va rebre el premi a la millor actriu revelació del Festival de Cinema de Cabourg— i Jacques Weber. També hi participa Quim Gutiérrez. El 2020 es va doblar al català a TV3.

## Sinopsi
Dues germanes de caràcter totalment diferent, la Jo i l'Iris, porten vides també molt diferents. La Jo és discreta, abnegada, treballadora i estudiosa i sempre ha estat a l'ombra de l'Iris, extravertida, superficial i triomfadora. Quan la situació de la Jo, que ja era precària, encara empitjora, l'Iris troba la manera d'ajudar la seva germana i omplir el buit existencial convertint-se en novel·lista d'èxit gràcies al talent i l'esforç de la seva germana, que li fa de negre i li escriu un supervendes que la catapultarà a la fama. Però la inconsciència de l'Iris trencarà el difícil equilibri que ha creat la nova situació i farà caure un entramat on tot s'aguantava amb pinces.

## Repartiment
- Julie Depardieu com a Joséphine Cortes
- Emmanuelle Béart com a Iris Dupin
- Patrick Bruel com a Philippe Dupin
- Alice Isaaz com a Hortense Cortes
- Jacques Weber com a Marcel Grobz
- Karole Rocher com a Josiane Lambert
- Édith Scob com a Henriette Grobz
- Samuel Le Bihan com a Antoine Cortes
- Quim Gutiérrez com a Luca Giampaoli
- Jana Bittnerova com a Irina
- Nancy Tate com a Shirley
- Alysson Paradis com a Mylène
- Nathalie Besançon com a Bérangère
- Bruno Debrandt com a Bruno Chaval
- Ariel Wizman com a Gaston Serrurier